# 이강현 (축구 선수)
이강현(1998년 7월 31일 ~ ) 은 대한민국의 축구 선수로 현재 K리그1 광주 FC에서 미드필더로 활약하고 있다.

## 클럽 경력

### 부산교통공사
부평초등학교, 제물포중학교, 인천남고등학교, 호남대학교를 거쳐 2020년 K3리그의 부산교통공사 합류 후 공식전 23경기에 출전하며 2020년 K3리그 준플레이오프 진출에 기여하는 활약을 펼쳤다.

### 인천 유나이티드
부산교통공사에서의 활약을 바탕으로 2021 시즌을 앞두고 고향팀인 인천 유나이티드로 트레이드되어 2021 시즌에는 17경기에 출전했고 2022 시즌에서는 공식전 22경기 2골 1어시스트를 기록하며 인천 구단 역사상 첫 아시아 챔피언스리그 진출에 일조했다.

### 광주 FC
2023 시즌을 앞둔 2023년 2월 14일 광주 FC 이적을 통해 대학 시절 모교의 소재팀으로 4년만에 복귀 후 첫 시즌부터 광주의 주전 미드필더로 활약하며 3위라는 광주 구단 역사상 K리그1 역대 최고 성적과 함께 역사상 첫 아시아 챔피언스리그 진출에 일조했다.